# Sagbayan
Sagbayan (Borja) ist eine philippinische Stadtgemeinde in der Provinz Bohol. Sie hat 22.339 Einwohner (Zensus 1. August 2015).

## Baranggays
Sagbayan ist politisch in 24 Baranggays unterteilt.
| - Calangahan - Canmano - Canmaya Centro - Canmaya Diot - Dagnawan - Kabasacan - Kagawasan - Katipunan | - Langtad - Libertad Norte - Libertad Sur - Mantalongon - Poblacion - Sagbayan Sur - San Agustin - San Antonio | - San Isidro - San Ramon - San Roque - San Vicente Norte - San Vicente Sur - Santa Catalina - Santa Cruz - Ubojan |

|  |  |